# Pisolithus arhizus
Espèce
Pisolithus arhizus est une espèce de champignons Basidiomycètes de la famille des Sclerodermataceae qui se rencontre dans les sols sableux.

## Usages
Le gel visqueux noir de cette espèce est utilisé comme un colorant naturel pour les vêtements. Pisolithus arhizus est une composante majeure dans les mélanges de champignons mycorhiziens qui sont utilisés dans le jardinage comme de stimulateurs de racines.

## Taxonomie
Le nom correct complet (avec auteur) de ce taxon est Pisolithus arhizus (Scop.) Rauschert, 1959. L'espèce a été initialement classée dans le genre Lycoperdon sous le basionyme Lycoperdon arhizum Scop., 1786.
Pisolithus arhizus a pour synonymes :
- Lycoperdodes arrhizon (Scop.) Kuntze, 1891
- Lycoperdon arhizon Scop. (1786), 1786
- Lycoperdon arhizum Scop., 1786
- Lycoperdon capitatum J.F. Gmel., 1792
- Pisocarpium arhizum (Scop.) Link, 1816
- Pisolithus arrhizus (Scop.) Rauschert (1959), 1959
- Polysaccum boreale P. Karst., 1866
- Polysaccum tinctorium (Pers.) Mont., 1840
- Scleroderma arhizum (Scop.) Pers., 1801
- Scleroderma arrhizum (Scop.) Pers., 1801